# Елбулактамакский сельсовет
Елбулактамакский сельсовет — муниципальное образование в Бижбулякском районе Башкортостана.

## История
Согласно «Закону о границах, статусе и административных центрах муниципальных образований в Республике Башкортостан» имеет статус сельского поселения.

## Население
| 2002 | 2009  | 2010 | 2012 | 2013 | 2014 | 2015 |
| ---- | ----- | ---- | ---- | ---- | ---- | ---- |
| 1171 | ↘1101 | ↘975 | ↘961 | ↘907 | ↘872 | ↘843 |
| 2016 | 2017  |      |      |      |      |      |
| ↘798 | ↗799  |      |      |      |      |      |

## Состав сельского поселения
| № | Населённый пункт | Тип населённого пункта       | Население |
| - | ---------------- | ---------------------------- | --------- |
| 1 | Елбулактамак     | село, административный центр | ↘623      |
| 2 | Качкиново        | деревня                      | →190      |
| 3 | Тукай            | деревня                      | ↘123      |
| 4 | Антоновка        | деревня                      | ↘22       |
| 5 | Нижняя Курмаза   | деревня                      | ↗17       |